# Chojane-Bąki
Chojane-Bąki – wieś w Polsce położona w województwie podlaskim, w powiecie wysokomazowieckim, w gminie Kulesze Kościelne.
W latach 1975–1998 miejscowość administracyjnie należała do województwa łomżyńskiego.
Wierni kościoła rzymskokatolickiego należą do parafii św. Bartłomieja Apostoła w Kuleszach Kościelnych.

## Historia
Na początku XVI w. Bukow Chojenki, w 1569 r. wieś zwana Bączki.
W roku 1528 na popis szlachty litewskiej stawiło się z tej wsi ośmiu rycerzy i jedna wdowa. Wspólnie wystawili na wojnę 2 jeźdźców. Od nazwy rodowej siedziby zaczęli przyjmować nazwisko Chojeński. Tutejszy ród był liczny. Zasiedlił pobliskie ziemie, tworząc okolicę szlachecką Chojane.
Do urzędu grodzkiego w Bielsku, podczas składania przysięgi na wierność królowi polskiemu w czasie unii polsko-litewskiej i włączania Podlasia do Polski, stawiło się wielu Chojeńskich. Wymieniono: Józefa, Bartłomieja, Zacharyasza i Marcina, synów Abrahama; Feliksa, syna Andrzeja; Domarata i Gabryela, synów Jakóba; Adama i Wojciecha, synów Pawła; Kaliksta, syna Stanisława; Mojżesza i Szymona, synów Michała; Marcina, syna Bogdana; Macieja, syna Zbiluta; Jana, Wielisława i Marcina, synów Józefa; Serafina, syna Mikołaja, i Szymona, syna Boruty.
W roku 1827 w Chojanech-Bąkach było 8 domów i 39 mieszkańców.
„Słownik geograficzny Królestwa Polskiego” pod koniec XIX w. pisze: Chojane (lub Chojany), okolica szlachecka, powiat mazowiecki, gmina Chojany, parafia Kulesze. Wymienia Chojane: Bąki, Gorczany, Pawłowięta, Piecki (Piecuchy), Sierocięta, Stankowięta. Informuje, że dawniej istniały Chojane Bozuty i Górki. W latach 80. XIX wieku gmina Chojane została zlikwidowana, a wieś włączono do gminy Wysokie Mazowieckie (ówcześnie Mazowieck).
Według danych z 1891 r. w miejscowości 10 drobnoszlacheckich gospodarstw na 46 ha ziemi, średnie o powierzchni 4,6 ha.
Pierwszy Powszechny Spis Ludności z 1921 roku notuje tu 8 domów i 48 mieszkańców.